# Weberbauerella raimondiana
Weberbauerella raimondiana là một loài thực vật có hoa trong họ Đậu. Loài này được Ferreyra miêu tả khoa học đầu tiên.